# 비형랑
김비형(金鼻荊, 581년 ~ 몰년 미상)은 신라의 왕족으로 진지왕의 차남이자 서자로, 진평왕 때의 인물이다. 군호는 비형랑군(鼻荊郞君)이다. 실존인물이지만 그의 대한 기록은 남아 있지 않고 《삼국유사》에만 서술되어있어 그것을 통해 생애를 추측할뿐이다.

## 생애
《삼국유사》에 따르면, 비형은 진지왕이 사량부의 미인 도화부인(桃花夫人)과 사통하여 낳은 자식이다. 579년에 진지왕은 도화부인을 불러 후궁으로 삼으려 했다. 그러나 도화부인은 남편이 있다며 거절하였다. 그 해 진지왕은 폐위되어 죽었다. 2년 뒤인 581년, 도화부인의 남편이 죽자 진지왕이 귀신인 모습으로 도화부인에게 나타나 사통하였다.
이 이야기를 듣게 된 진평왕은 비형을 불러 궁중에 살게 하고 15세 때 집사(執事) 벼슬을 주었다. 그런데 비형은 밤마다 궁궐을 빠져 나가 밖에서 놀았다. 이에 왕은 병사들을 파견해 지켜보게 하니, 비형은 귀신과 놀고 있었다. 이에 왕이 비형을 시켜 강에 다리를 놓게 하니 하룻밤 사이에 다리가 완성되었다.
하루는 진평왕이 비형에게 묻기를, 귀신 중에 정사를 도울 만한 자가 있느냐고 했다. 이에 비형은 길달(吉達)을 추천하였다. 당시 각간 임종이 자식이 없어 왕은 길달로 하여금 임종의 양자가 되게 하였다. 임종은 길달을 시켜 흥륜사(興輪寺) 남쪽에 문루를 짓게 하고, 길달이 거기에서 밤마다 자니, 사람들은 이를 길달문이라고 불렀다. 어느 날 길달이 여우로 변해 도망치니 비형이 귀신을 시켜 이를 잡아 죽였다. 이후로 귀신들이 비형을 두려워하여 모두 달아났다.
이에 당시 사람들이 비형을 우러러 노래를 지어 불렀다 한다.

## 가족 관계
- 부왕 : 진지왕(眞智王)
- 모후 : 도화녀(桃花女)
  - 이복형 : 김용춘(金龍春, 579?~646?)
  - 이복형수 : 천명공주(天明公主)
    - 조카 : 태종무열왕(太宗武烈王, 603~661 재위:654~661)

## 비형랑이 등장하는 작품

### TV 드라마
- 《삼국기》-(KBS, 1992년~1993년, 배우:박상조)
- 《대왕의 꿈》(KBS, 2012년, 배우: 장동직)

## 참고 자료
- 삼국유사 기이 편 '도화녀와 비형랑'